# Phaneromerium robustum
Phaneromerium robustum är en mångfotingart som beskrevs av Kraus 1955. Phaneromerium robustum ingår i släktet Phaneromerium och familjen Fuhrmannodesmidae. Inga underarter finns listade i Catalogue of Life.